# Achour Salah
 (mai 2021).
Si vous disposez d'ouvrages ou d'articles de référence ou si vous connaissez des sites web de qualité traitant du thème abordé ici, merci de compléter l'article en donnant les références utiles à sa vérifiabilité et en les liant à la section « Notes et références ».
Achour Salah (en arabe : عاشور صالح) est un footballeur international algérien né le 1er octobre 1933 à Alger. Il évoluait au poste de défenseur.

## Biographie

### En club
Achour Salah évolue en première division algérienne avec son club formateur l'USM Alger ou il a joué l'intégralité de sa carrière footballistique.

### En équipe nationale
Achour Salah reçoit quatorze sélections en équipe d'Algérie, en inscrivant quatre buts entre 1963 et 1969. Son premier match a eu lieu le 6 janvier 1963 contre la Bulgarie (victoire 2-1).

## Palmarès
USM Alger
- Championnat d'Algérie (1) :
  - Champion : 1962-63.

- Coupe d'Algérie :
  - Finaliste : 1968-69 et 1969-70.